# Цедербаум, Иосиф Александрович
Иосиф (Осия, Осип) Александрович Цедербаум (20 августа 1839, Люблин, царство Польское, Российская империя — 1907, Российская империя) — учёный-садовод, купец 2-й гильдии. Отец Ю. О. Цедербаума, Н. О. Цедербаум, С. О. Цедербаума, Л. О. Цедербаум, В. О. Цедербаума, Е. О. Цедербаум, М. О. Цедербаум.

## Биография
Родился в семье публициста и издателя Александра (Сендера) Осиповича Цедербаума и Симы Моисеевны Цельникер. 
Братья: 
- Адольф (1849—ок.1914-1918), окончил курс медицинских наук в Берлине, врач, жил в США
- Нусим (Натан; 1851—1937, Николаев). Его дети: Владимир (1883, Николаев[2]—ум. в Париже во время Второй мировой войны); Софья (1884, Николаев— ум. во Владивостоке после 1917 г.), ее муж —  Фомин Валентин Павлович, меньшевик, писатель, публицист; Яков (1886, Одесса—1937, репрессирован)[3].
- Яков (Гирш; 1852—?, Мерана, Италия)
- Исай (Шай; 1860—?). Его сын — Федор Исаевич Цедербаум (1883—1937, репрессирован). Внук — Виктор Федорович Хородчинский.

Иосиф Цедербаум в 1857 году окончил обучение в Магарачском (Никитском) училище садоводства и виноделия в Крыму, а в 1882 году утверждён в звании учёного садовника, что давало возможность проживать в Российской империи вне черты оседлости. Служил в Русском обществе пароходства и торговли, по работе бывал в Бейруте и Константинополе. Работал корреспондентом «Петербургских ведомостей» и «Нового времени», помимо идиша и русского, владел ивритом, французским, новогреческом, английским и немецким языками.
Также некоторое время работал корреспондентом либеральных газет. Увлекался идеями А. И. Герцена, ездил к нему в Лондон и воспитывал детей в материалистическом духе. В 1877 в связи с началом русско-турецкой войны вынужден был вместе с семьёй переехать в Одессу. В 1881 в городе случился еврейский погром, из-за чего семья переехала в столицу.  Определением Сената от 17 октября 1883 года Иосифу Александровичу Цедербауму «разрешено пользоваться званием и правами потомственного почетного гражданина». Поступил на работу в Американское общество взаимного страхования жизни «Нью-Йорк» был управляющим типографией «Берман и К°», жил в Санкт-Петербурге по адресам: Невский проспект, дом 77 и Лиговская улица, дом 27, в адресной книге столицы значился как купец 2-й гильдии.

## Семья
В командировке познакомился с будущей женой — Ревеккой Юльевной Розенталь (1851/55, Салоники—1905, Санкт-Петербург), которая приехала из Вены, где после смерти родителей жила в семье родственников и училась на курсах в Константинопольском католическом монастыре. В 1870 году они поженились. В семье между собой общались на французском и новогреческом языках. У супругов родилось 11 детей, из которых 7 дожили до совершеннолетия. Почти все стали профессиональными революционерами, и впоследствии подвергались репрессиям.Также в семье воспитывались дети его братьев.